# Quan Âm, Đào Viên
Quan Âm (tiếng Trung: 觀音區; bính âm: Guānyīn Qū) là một khu của thành phố Đào Viên, Đài Loan. Tên gọi của khu có nguồn gốc từ một truyền thuyết từ thời xưa. Trên địa bàn Quan Âm có khu công nghiệp Quan Âm, khu Kỹ nghệ Đào Viên, cảng công nghiệp Quan Đường. Cư dân của khu chủ yếu là người Khách Gia.

## Lịch sử
Quan Âm ban đầu có tên là Shiguanyin trong suốt kỳ thuộc nhà Thanh. Nó được đặt tên là Quan Âm vào năm 1920 vào thời kỳ thuộc Nhật. Sau khi Nhật Bản trao trả Đài Loan cho Trung Hoa Dân Quốc vào năm 1945, Quan Âm được tái cơ cấu thành hương của huyện Đào Viên. Vào ngày 25 tháng 12 năm 2014, nó được nâng cấp thành khu đổi tên thành Quan Âm Khu thuộc thành phố Đào Viên.

## Địa lý
- Diện tích: 87.98 km²
- Dân số: 64,845 người (tháng 1 năm 2016)